# Palaeospheniscus bergi
A Palaeospheniscus bergi a madarak (Aves) osztályának pingvinalakúak (Sphenisciformes) rendjébe, ezen belül a pingvinfélék (Spheniscidae) családjába és a Palaeospheniscinae alcsaládjába tartozó fosszilis faj.

## Tudnivalók
A Palaeospheniscus bergi a kora miocén korszakban élt, ott ahol manapság Argentína van. Maradványait a Chubut tartományban levő Trelewnél és a Santa Cruz tartományhoz tartozó Puerto San Juliánnál találták meg; mindkét lelőhely az úgynevezett Patagonian Molasse-formációnak része. Legelőször ezt a fajt, Florentino Ameghino argentin őslénykutató, három különböző nembe tartozó 6 fajra osztotta fel. Manapság a korábban önálló fajként számon tartott Palaeospheniscus gracilist is a Palaeospheniscus bergi szinonimájának tartják.
Az állat 60-75 centiméter magas lehetett, körülbelül akkora mint egy mai pápaszemes pingvin (Spheniscus demersus).
A tudományos fajnevét, azaz a másodikat, a bergi-t, Carlos Bergről La Plata Museum of Natural Sciences egyik munkatársáról kapta. Francisco Moreno, e pingvin egyik leírója szintén ennek a múzeumnak dolgozott.

### Fordítás
- Ez a szócikk részben vagy egészben  a   Palaeospheniscus bergi című angol Wikipédia-szócikk ezen változatának fordításán alapul.  Az eredeti cikk szerkesztőit annak laptörténete sorolja fel. Ez a jelzés csupán a megfogalmazás eredetét és a szerzői jogokat jelzi, nem szolgál a cikkben szereplő információk forrásmegjelöléseként.